# Magda Polo Pujadas
Magda Polo Pujadas (Manlleu, 6 de juny de 1965) és una filòsofa, editora, poeta i artista És catedràtica d'Estètica i Teoria de les arts i d'història de la música del Departament d'Història de l'art de la Universitat de Barcelona. Ha estat vinculada al món editorial com a docent, editora i directora editorial durant més de trenta anys. La seva especialització en recerca s'ha centrat, primordialment, a l'àmbit de l'estètica, la filosofia de la música, la interdisciplinarietat artística, els llibres d'artista i l'edició.

## Biografia
Es va doctorar en filosofia el 1997 a la Universitat de Barcelona (UB) amb una tesi sobre Filosofia de la música del Romanticisme alemany, fent estades de recerca a Alemanya, Itàlia i els EUA. Com a professora, ha col·laborat amb diverses universitats, entre les quals destaquen la Universidad Autónoma de Madrid, Universitat de València, Universitat Oberta de Catalunya, Universitat Autònoma de Barcelona, Universidad de Carabobo (Veneçuela), Universidad de Cantabria, Universitat de Bolonya, Universitat Ramon Llull i a l'Escola Superior de Música de Catalunya. Ha estat coordinadora i directora de diversos postgraus i màsters i ha format part de diferents comitès d'agències de qualitat universitària. Ha estat la creadora i directora dels Tallers Oberts de Barcelona (2009-2015). Entre 2006 i 2008 fou presidenta de la Unión de Editoriales Universitarias Españolas; presidenta de l'A FAD, Artistes i Artesans del FAD entre 2009 i 2015, així com altres càrrecs directius a CEDRO, al FAD i a la FAAOC. Des de 2009 és membre d'honor de la UNE. Ha estat una de les fundadores del MeToo Universitari. Actualment és presidenta de l'APMUPE (Asociación de profesores y profesoras de Música de la Universidad Pública Española).

## Pràctica artística i comissariat
En l'àmbit artístic, ha dirigit i creat els espectacles interdisciplinaris de música, dansa, pintura i videocreació: Babilònia, Scriptum, Ad libitum, Antídot, Quartet de corda per a violoncel sol en Sol Major i Volaverunt. El 2022 va fundar el grup de música experimental EKHO, del qual n'és la directora.  Amb Ekho ha estat compositora col·lectiva del tema de música electrònica, Intel·ligència artificial i paisatge sonor titulat The right way (sobre Leïti Sène), estrenat al SÓNAR+D 2023 i del tema Yoko Ono's suite (sobre Yoko Ono), estrenat al Sónar +D 2024. També ha estrenat Miraculum (sobre Gonzalo de Berceo) i Schweigen  (sobre Wittgenstein) al festival Actual (Logroño, 2025) i Balada al Festival Eufònic (Delta de l'Ebre, 2025).
Ha comissariat diverses exposicions d'art contemporani com Libook (Palau Moja, 2005), Metamorfosis del llibre 1.0 (FAD, 2009), Metamorfosis del llibre 2.0 (Artesania Catalunya, 2010), Metamorfosis del llibre 3.0 (Universidad de Cantabria, 2010), Síntesi (FAD i Arts Santa Mònica, 2009-2015), El libro como... (Biblioteca Nacional de España, 2012-2013) El Japó, país de contrastos (Museu del Disseny de Barcelona, 2014), Catalunya i Japó (Centre Internacional d'Art de Kyoto, 2015) i Matemifasol. Un viatge sonor del caos al cosmos  y Música i Matemàtiques al Cosmocaixa de Barcelona (2024), de Sevilla (2025) y de Saragossa (2025).
Ha escrit sis poemaris:  A contratemps (In-verso Ediciones de poesía, 2019), Gris alma (Parnass Ediciones, 2019), A contratiempo In-verso Ediciones de poesía, 2020), Filosofía crepuscular (Parnass, 2020), El olvido de la gravedad (Trío Editorial, 2021) i Batecs en compàs d'espera (Trío Editorial, 2022).

## Pensament
El seu àmbit de recerca es troba a la filosofia de la música. Va més enllà de vincular la música de determinats períodes amb el pensament que s'hi correspon, ja que la música és una font de coneixement de primer ordre pel que fa a no només a allò que ens pot dir del músic sinó també a les referències explícites o implícites respecte de la societat on crea la seva obra compositiva.Defensa que és necessari partir de la concepció de la música a Grècia (mousiké) i la seva funció de conèixer l'univers (el macrocosmos) i també la d'incidir en el nostre estat d'ànim (mitjançant la teoria de l'ethos). A partir d'aquí ha centrat la seva recerca a analitzar com i de quina manera la música pot ser filosofia, ja sigui perquè ens acosta al que és transcendental o bé perquè ens arrela encara més al món real i ens fa adonar de la vulnerabilitat, la fragilitat o l'empoderament que fa sentir. Com a eix central de les seves aportacions hi ha la concepció de la música pura (pure music) com una música que es basa en la forma, que es regeix per les seves pròpies regles i que no té cap finalitat sinó ella mateixa, i la música programàtica (programe music) que amb l'ajut d'una altra manifestació artística o element extramusical i posant èmfasi en el contingut, ens remet al món dels fenòmens. A més, i segons les conclusions que va presentar en la seva tesi doctoral defensada el 1997, la música absoluta (Absolute music) seria l'Aufhebung o la "superació" de la dialèctica que es va donar en el Romanticisme entre la música pura i la música programàtica. Per tant, considera que la música pura i música absoluta no són sinònims. Les influències i les lectures de Kant, Wackenroder, Schelling, Hegel, Schopenhauer, Nietzsche i Wagner, entre altres pensadors com Adorno, Dahlhaus i Fubini, han fonamentat les seves principals aportacions a la filosofia de la música.
A partir de les seves anàlisis musicals del Romanticisme, s'ha endinsat a reflexionar sobre la música contemporània (dels segles XX i XXI), tant culta com popular, i aplica de manera sistemàtica una perspectiva de gènere a la filosofia de la música. És creadora d'un nou concepte musical, el de Música conceptual Híbrida (MCH) que consisteix en la creació d'obres amb la fusió d'intel·ligència artificial, música electrònica i paisatge sonor i s'ha centrat darrerament en la recerca de l'epistemologia del paisatge sonor.

## Publicacions destacades
- Coordinació editorial (UOC, 1999)
- Procesos editoriales (UOC, 2000)
- Libook. Poéticas del libro (Thule, 2015)
- Libro de estilo de las publicaciones del Gobierno de La Rioja (Gobierno de La Rioja, 2005)
- Creación y gestión de proyectos editoriales (Publican, Ediciones de la UCM, Edicions UIB, 2007)
- L'estética de la música (UOC, 2007)
- Historia de la música. (Publican, 2010)
- La música de los sentimientos. Filosofía de la música de la Ilustración (Editum, 2010)
- Música pura i música programàtica al Romanticisme (L'Auditori, 2010)
- Pure and Programm music in Romanticism (UNICAN, 2016)
- Les Vienes de Wittgenstein (PAMSA, 2011)
- Filosofía de la música del futuro (PUZ, Primera edición 2011)[17]
- Estética (Publican, 2012)
- El libro como... (Biblioteca Nacional de España-Acción Cultural Española, 2012)
- Pensamiento y música a cuatro manos (juntament amb Josep M. Mestres Quadreny, Editum, 2014)
- Filosofía de la danza (juntament amb Roberto Fratini i Bàrbara Raubert, Edicions de la UB, 2015)
- El cuerpo incalculable (juntament amb Roberto Fratini, Polígrafa, 2018)
- Gris alma (Parnass Ediciones, 2019)
- Pensamiento musical (Publican, 2019)
- A contratemps (In-verso Ediciones de poesía, 2019)
- Filosofía crepuscular (Parnass, 2020)
- El olvido de la gravedad (Trío Editorial, 2021)
- Batecs en compàs d'espera (Trío Editorial, 2022)
- El proceso de edición en el siglo XXI (Unión Editorial, 2023)